# Yank, the Army Weekly

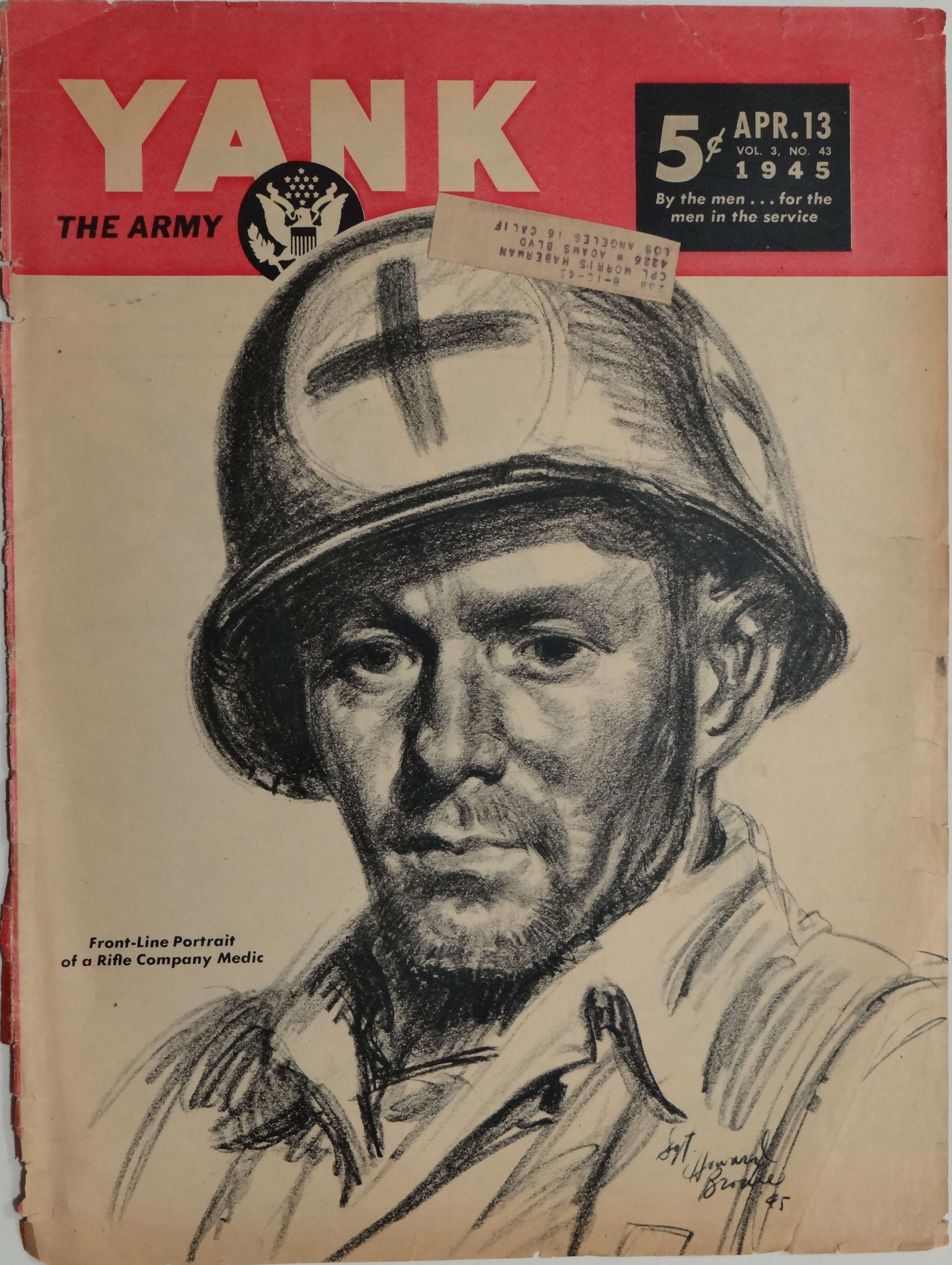
Ausgabe vom 13. April 1945

Yank, the Army Weekly, kurz Yank, war eine wöchentlich erscheinende Zeitschrift des US-Militärs während des Zweiten Weltkriegs.

## Geschichte
Die Idee zu Yank kam von Egbert White, der bereits während des Ersten Weltkriegs für die Zeitschrift The Stars and Stripes arbeitete. Die erste Ausgabe erschien am 17. Juni 1942, die letzte Ausgabe wurde im Dezember 1945 veröffentlicht. Yank war die meistgelesene Zeitschrift in der Geschichte des US-Militärs und erreichte eine weltweite Auflage von mehr als 2,6 Millionen Exemplaren. Ihr Slogan war: „By the men … for the men in the service“ („von den Männern … für die Männer im Dienst“). Für die unterschiedlichen Kriegsschauplätze gab es verschiedene Editionen die zwischen fünf und zehn Cent kosteten. Merle Miller späterer erfolgreicher Roman-Schriftsteller, Drehbuchautor und Biograf war einer der Herausgeber. Scott Corbett arbeitete als letzter Editor und wurde später als Autor von Romanen für Kinder bekannt.

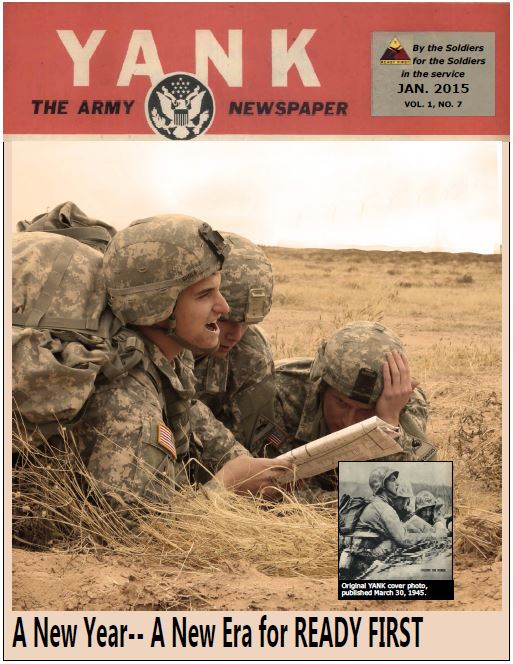
Neuausgabe vom Januar 2015

Im Jahr 2014 gab das Stryker Brigade Combat Team, 1st Armored Division aus Fort Bliss, Texas eine offizielle Veröffentlichung für den Truppenteil heraus. Auf dem Cover der Ausgabe vom Januar 2015 stellten sie die Originalausgabe vom 30. März 1945 nach. Der Slogan der Neuauflage lautete: „By the soldiers … for the soldiers in the service“ („von den Soldaten … für die Soldaten im Dienst“).

## Pin-up-Fotos
In der Heftmitte fanden sich Pin-up-Fotos von bekannten Models und Schauspielerinnen. Zu sehen waren unter anderem:
- Adele Jergens
- Alexis Smith
- Andrea King
- Ann Miller
- Ann Savage
- Audrey Totter
- Barbara Bates
- Belita
- Betty Grable
- Deanna Durbin
- Dolores Moran
- Donna Reed
- Dorothy Malone
- Elaine Shepard
- Ella Raines
- Elyse Knox
- Esther Williams
- Evelyn Ankers
- Evelyn Keyes
- Gene Tierney
- Gloria DeHaven
- Hazel Brooks
- Hedy Lamarr
- Ingrid Bergman
- Irene Manning
- Jane Randolph
- Jane Russell
- Jeanne Crain
- Joan Leslie
- June Haver
- Lauren Bacall
- Lina Romay
- Lizabeth Scott
- Lucille Ball
- Lynn Bari
- Martha Vickers
- Rita Hayworth
- Susan Hayward

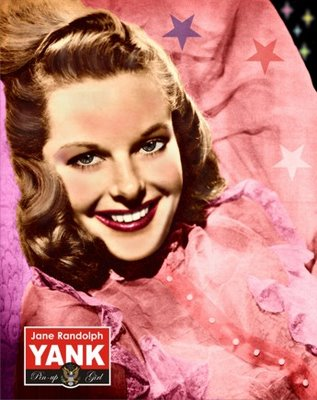
Jane Randolph (1942)
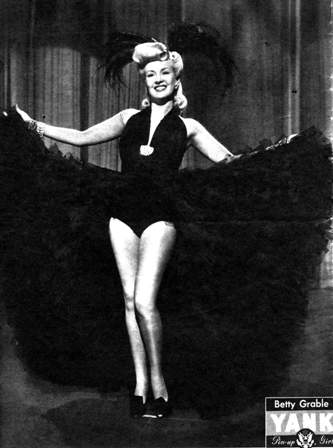
Betty Grable (1943)
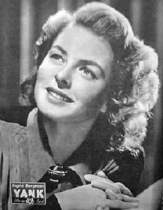
Ingrid Bergman (1944)
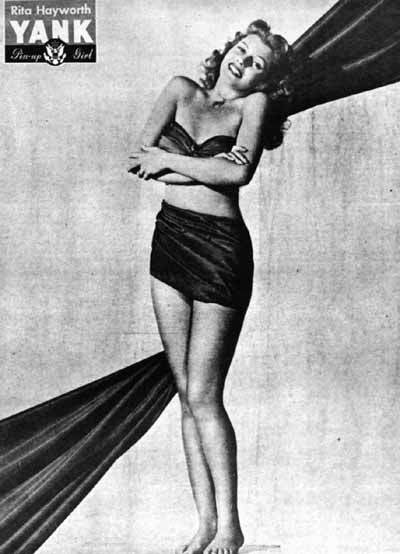
Rita Hayworth (1944)
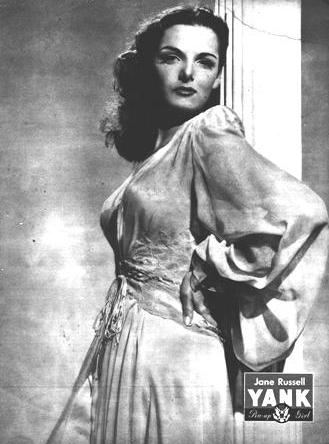
Jane Russell (1945)
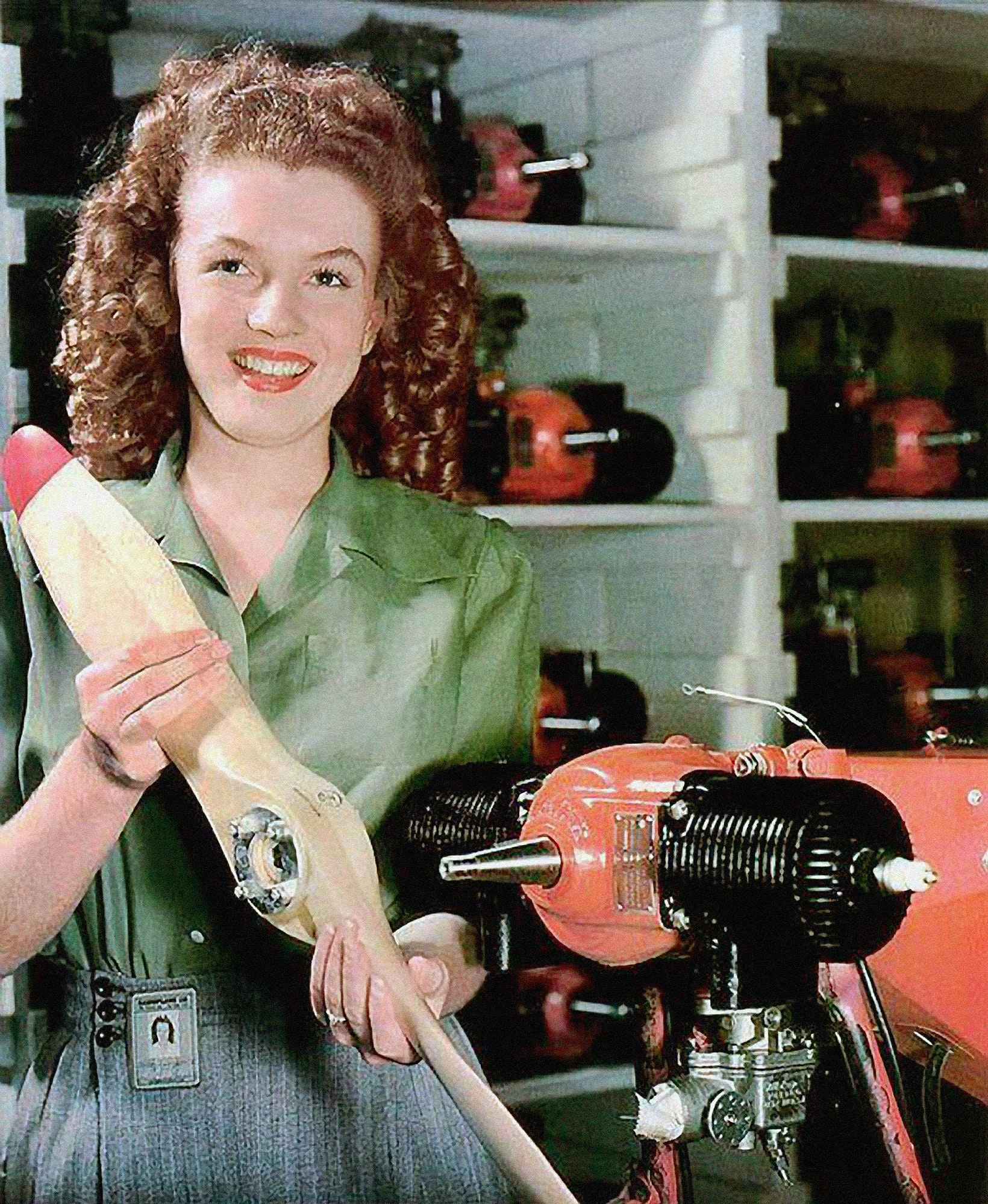
Marilyn Monroe (1944) (für das YANK-Magazin vorgesehenes, aber nicht verwendetes Bild)
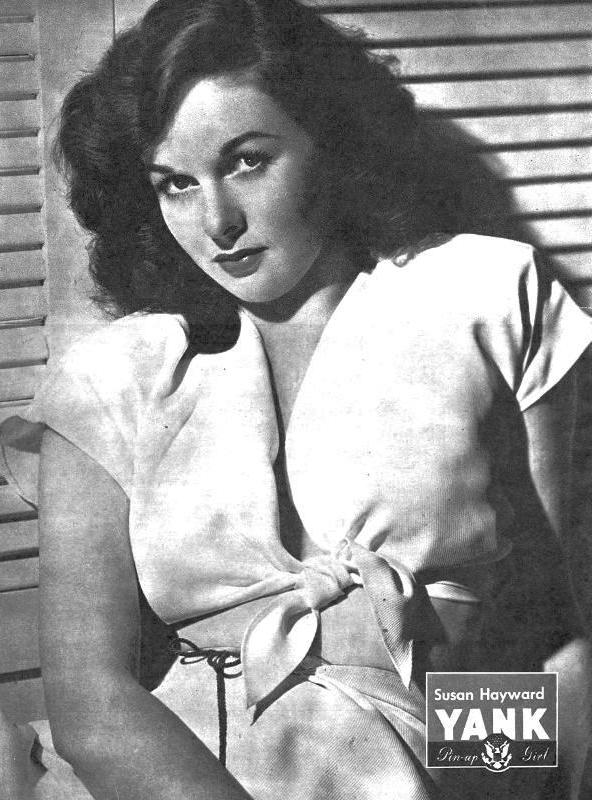
Susan Hayward (1945)

Entgegen anderslautenden Berichten ist Marilyn Monroe in keiner Ausgabe der Armeezeitschrift Yank, the Army Weekly von 1944 bis 1945 als PinUp-Girl zu finden. Die Fotos, die Marilyn Monroe in der Radioplane Munitions Factory in Burbank, Kalifornien, zeigen, wurden von David Conover gemacht, der zu der Zeit als Private bei der First Motion Picture Unit des US Army Air Corps als Fotograf diente. 
Conover wurde mit dem Auftrag in die Fabrik geschickt, Fotos von Frauen zu machen, die als "moralsteigernde Bilder" im YANK-Magazin veröffentlicht werden sollten. Auf einigen dieser Bilder, die bei diesem Fabrikbesuch im November 1944 entstanden, fotografierte Conover auch die junge Norma Jeane Dougherty (die spätere Marilyn Monroe). Einige Bilder, die Conover von den Frauen in der Fabrik machte, erschienen am 22. Dezember 1944 im YANK-Magazin in einem Artikel mit dem Titel Women in Industry. Dabei wurde jedoch keines der Fotos von Marilyn Monroe verwendet. Auch ist bisher noch keine Ausgabe des YANK aufgetaucht, in der zu einem anderen Zeitpunkt ein Bild vom November 1944 Verwendung fand.